# Robert Šulgan
Robert Šulgan (* 19. April 1975, Třinec) ist ein professioneller tschechischer Schwergewichtsboxer und amtierender Inhaber des tschechischen Titels im Schwergewicht.
Er begann seine Karriere in Amerika. Im Verlauf seiner Karriere hat er sich gegen mehrere Boxer einschließlich des Polen Tomasz Bonin, des Briten Michael Sprott und den deutschen Boxer Alexander Petkovic behauptet.
Seine größte Chance war 2004 ein Boxkampf gegen den US-Amerikaner Cedric Boswell, aber der Kampf wurde abgebrochen.